# Сет (тенис)
Вижте пояснителната страница за други значения на Сет.
Сет е партия игра на тенис.
Сетът се състои от няколко последователни гейма. За спечелване на един сет е необходимо играча да спечели поне 6 гейма и да има разлика минимум от 2 гейма от своя съперник. Когато няма такава разлика се играе още един гейм и при равенство – тайбрек.
За спечелване на мача се изисква да се спечелят 2 от 3 сета или 3 от 5 сета в турнирите от големия шлем при мъжете и в част от срещите за Купа Дейвис. На Откритото първенство на САЩ за разлика от останалите три турнира от Големия шлем състезателите играят тайбрек при равенство в петия сет.
Правилата на тениса са фиксирани от Международната тенис федерация през 1924 година и оттогава не са променяни, с изключение на въвеждането на тайбрека.